# Mikhaïl Dobkine
Mikhaïlo « Mikhaïl » Dobkine est un homme politique ukrainien, né le 26 janvier 1970 à Kharkiv. Il est gouverneur de l'oblast de Kharkiv, ancien maire de Kharkiv, et ancien député du conseil suprême d'Ukraine et membre du parti des régions.
En 2014, il forme l'organisation « Front ukrainien » en soutien au président Viktor Ianoukovytch. En février 2014, Dobkine appelle à l'établissement d'un gouvernement fédéral et à ce que la capitale de l'Ukraine soit transférée à Kharkiv.
Lors de l'élection présidentielle de 2014, qui voit la victoire de Petro Porochenko, il se classe sixième avec 3,03 % des voix.